# Huatan
Huatan (花壇鄉S, Huātán XiāngP) è un comune di Taiwan, situato nella provincia di Taiwan e nella contea di Changhua.